# ウクライナ国際航空752便撃墜事件
ウクライナ国際航空752便撃墜事件は、2020年1月8日にイランの首都テヘラン近郊にあるエマーム・ホメイニー国際空港からウクライナの首都キエフ近郊のボルィースピリ国際空港に向かっていたウクライナ国際航空752便（ボーイング737-800型機）が、離陸直後にイスラム革命防衛隊の地対空ミサイルにより誤って撃墜された航空事故である。乗員乗客176人全員が死亡した。752便の撃墜事件はウクライナ国際航空で初めて乗員乗客が死亡した出来事である。
イラン政府は事故直後は撃墜であることを否定し、事故原因は機械的な故障であるとしていた。だが墜落現場にミサイルの部品らしきものが散乱している画像がインターネット上に出回り、事件から3日後の1月11日にイランは2発の地対空ミサイルによって752便を撃墜したと認めた。ウクライナ当局も当初は機械的な故障が原因と見ていたが、イランの発表を受けて撃墜が原因であると発表した。調査によれば、752便はイスラム革命防衛隊のTor-M1地対空ミサイルによって撃墜された。イランの大統領ハサン・ロウハーニーはこの事件を「許されない間違い」と発言した。
この事件はペルシャ湾危機の最中に発生した。イラクで発生したアメリカ大使館襲撃事件を受けて、アメリカ合衆国大統領ドナルド・トランプがバクダード空港への攻撃を指示し、これによりイスラム革命防衛隊のガーセム・ソレイマーニー少将を爆殺した。イランは報復として在イラク米軍基地を攻撃しており、撃墜事件はこの数時間後に発生した。アメリカの連邦航空局は事件の前にアメリカ籍の旅客機はイラン空域を避けるよう指示しており、同様の命令はウクライナを含む各国によっても行われていた。
専門家は報復攻撃後に空港を閉鎖しなかったイラン側の対応に疑問を呈している。イスラム革命防衛隊のアミール・アリ・ハジザデは空域を閉鎖するよう要求したが拒否されたと述べた。アメリカ紙『ニューヨーク・タイムズ』は、イラン当局が空港を閉鎖すると、パニックが起こることを危惧して閉鎖しなかったようだと報道した。また、イラン当局が旅客機の存在によりアメリカ側に攻撃を躊躇させられると考え、「無防備な旅客機と旅行客を人間の盾にしたようだ」と報じた。
撃墜とその後の対応から、イラン国内では大規模な抗議デモが発生し、最高指導者アリー・ハーメネイーの辞任を要求した。
2023年4月16日、イランの軍事法廷は、防空部隊司令官に禁錮13年、他の9人に同1～3年を言い渡した。起訴状によると、司令官は、巡航ミサイルに飛行特性が似ていると判断し、上級司令部の許可を得ずに地対空ミサイル2発を発射した。

## 飛行の詳細

### 墜落機

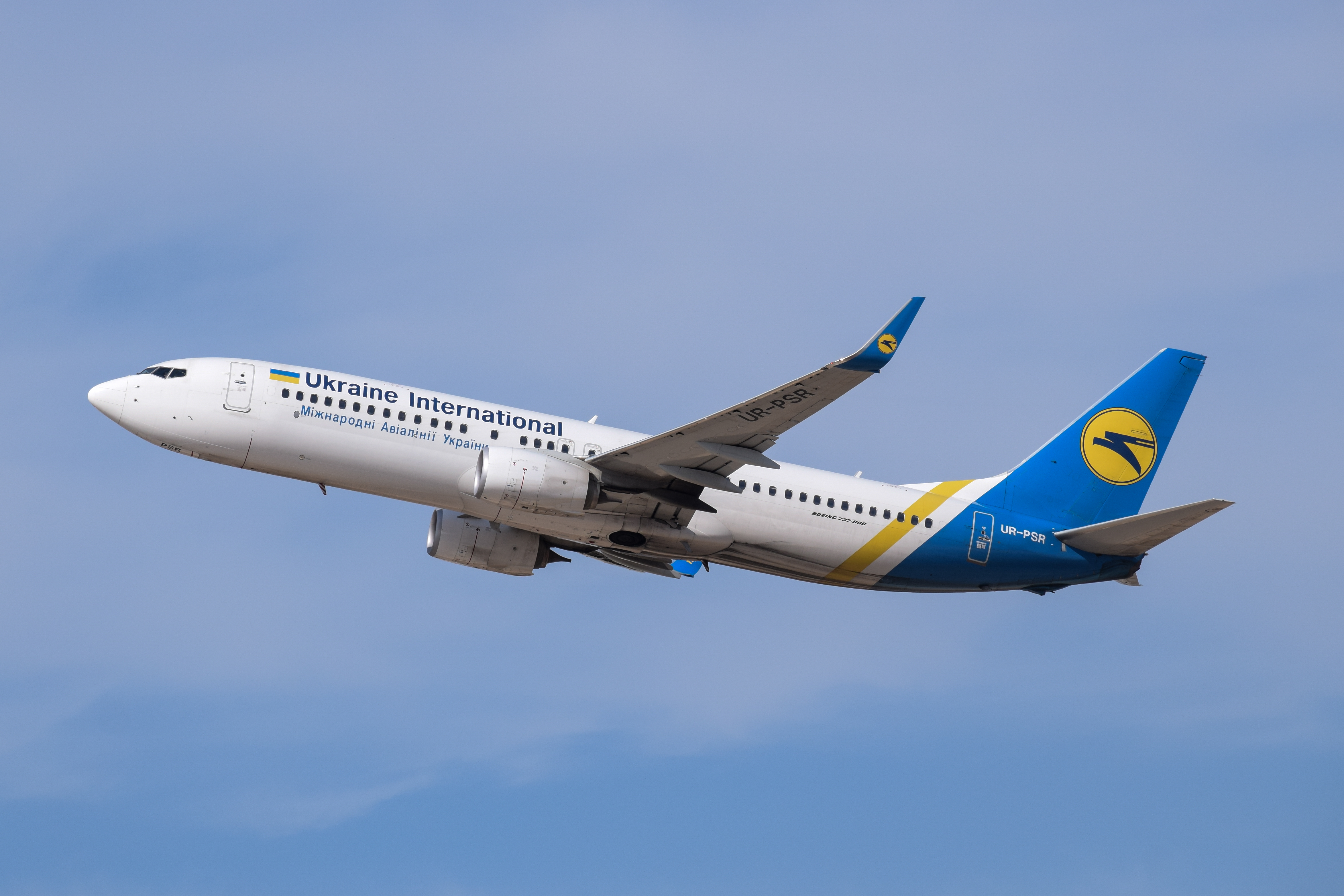
2019年10月に撮影された墜落機

墜落機のボーイング737-800型機（UR-PSR）は、2016年7月にウクライナ国際航空へ納入された機体で、事件時点での機齢は約3年であった。加えて、この機体は同社がはじめて導入したボーイング737 ネクストジェネレーションだった。また、この機体は事件2日前の2020年1月6日に定期メンテナンスを受けたばかりであった。

### 乗員・乗客
| 国籍           | 乗客 | 乗員 | 合計 |
| -------------- | ---- | ---- | ---- |
| イラン         | 82   | 0    | 82   |
| カナダ         | 63   | 0    | 63   |
| ウクライナ     | 2    | 9    | 11   |
| スウェーデン   | 10   | 0    | 10   |
| アフガニスタン | 7    | 0    | 7    |
| イギリス       | 3    | 0    | 3    |
| 合計           | 167  | 9    | 176  |

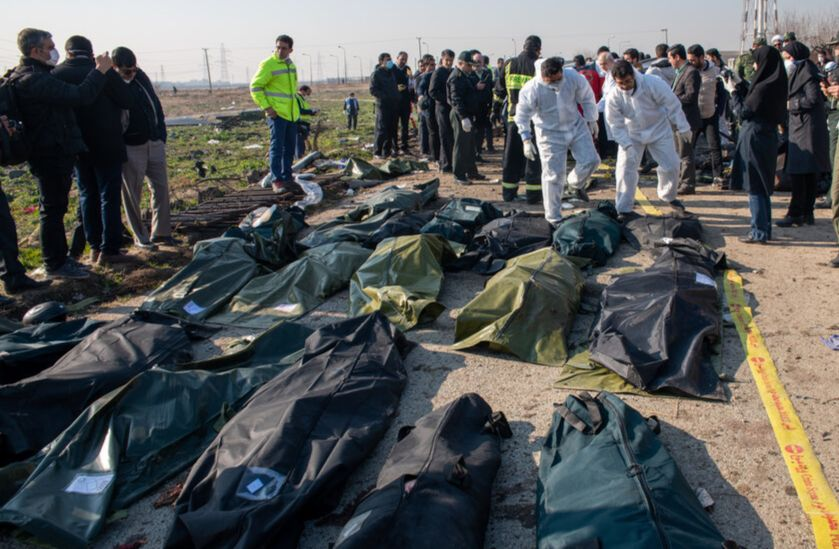
回収された752便の乗員乗客の遺体

752便には乗員9人乗客167人が搭乗していた。内訳は、イラン人が82人、カナダ人が63人、ウクライナ人が11人、スウェーデン人が10人、アフガニスタン人が7人、イギリス人が3人であった。また、146人がイランのパスポートを使用しており、その他、10人がアフガニスタン、5人がカナダ、4人がスウェーデン、2人がウクライナのパスポートを使用していた。
乗客167人のうち138人がウクライナを経由してカナダへ向かう旅行客だった。また、カナダ人の多くは、カナダの大学に在籍する生徒と職員だった。この事件はエア・インディア182便爆破事件に次いで、航空事故・事件によるカナダ国民の死亡者数が多いものとなった。2020年1月15日、カナダの運輸大臣は57人のカナダ国民が死亡したと発表した。
墜落機には、パイロット3名と6名の客室乗務員が乗務していた。機長は Volodymyr Gaponenkoで、ボーイング737では11,600時間の経験があり、うち5,500時間を機長として飛行していた。副操縦士はSerhii Khomenkoで、ボーイング737では7,600時間の飛行経験があった。指導教官はOleksiy Naumkinで、ボーイング737では12,000時間の経験があり、うち6,600時間を機長として飛行していた。

## 事件の経過

### 背景
撃墜事件が発生したのはアメリカ軍のガーセム・ソレイマーニー爆殺に対してイランがアメリカ軍基地を攻撃した4時間後のことだった。イランは最大の警戒体制にあり、イスラム革命防衛隊航空宇宙軍のアミール・アリ・ハジザデは「戦争に向けて本格的に備えている」と発言していた。

### 事件の経緯

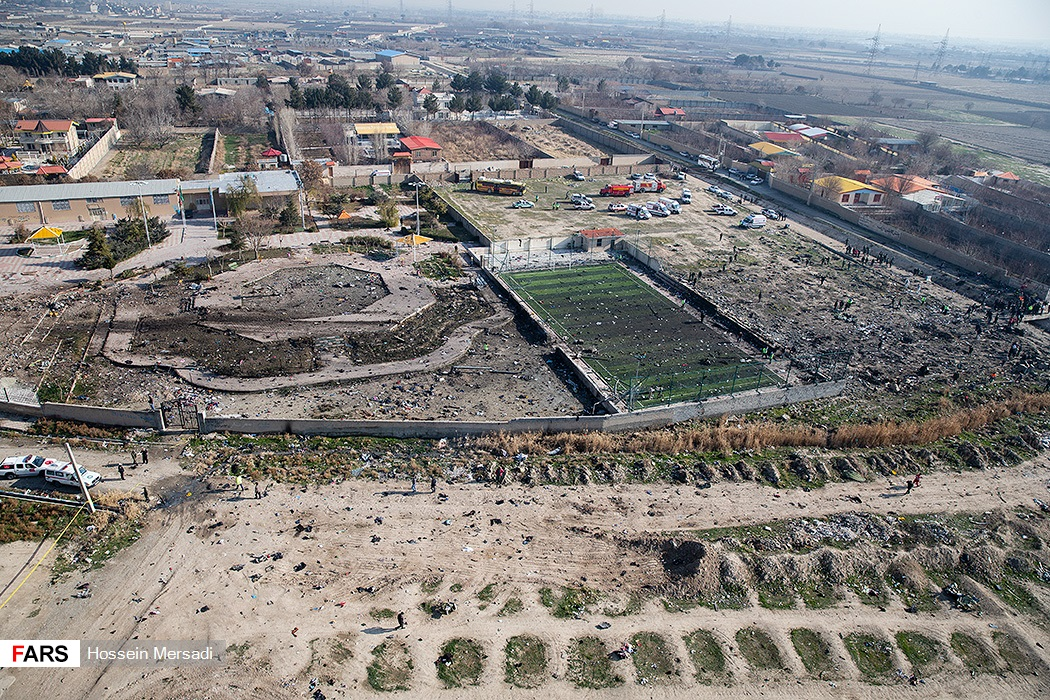
752便の墜落現場

752便を運航していたのはウクライナのフラッグ・キャリアであり、同国最大の航空会社であるウクライナ国際航空だった。同機はイランの首都テヘランのエマーム・ホメイニー国際空港からウクライナの首都キエフのボルィースピリ国際空港へ向かう国際定期旅客便だった。当局は9人の乗員と15人の子供を含む、176人が搭乗していたと報告した。
752便は現地時間5時15分にテヘランを離陸する予定だったが、事件当日は遅延していた。最終的に752便は6時18分に滑走路29Rから離陸し、キエフ到着はEET8時00分を予定していた。ADS-Bに記録された最後のデータは6時14分57秒に752便から送信されたものだった。
6時14分17秒から6時14分45秒の間に752便は予定された方位の289度から313度に逸脱した。
最後に記録されたデータによれば、752便は7,925フィート (2,416 m)を毎分3,000フィート (910 m)弱の上昇率で上昇しており、速度は275ノット (509 km/h)だった。その後、752便はパランドの開けた土地に墜落した。『ニューヨーク・タイムズ』の映像の解析から752便にイスラム革命防衛隊の発射した2発のミサイルが命中し、炎上しながら墜落したことが判明した。ウクライナの調査官はコックピット付近でミサイルが炸裂したためパイロットが即死したと推定していたが、コックピットボイスレコーダー（CVR、所謂ブラックボックス）の記録から3人全員が生存しており、墜落を避けようとしていたことが判明した。
752便の離陸から墜落の約1分ほど前までの詳細な飛行経路は不明であり、最後の数秒は映像に記録されていた。機体は空港の北西15kmにある公園と野原に墜落した。
墜落の直後、現場に22台の救急車、4台の医療バス、ヘリコプターなどが急行したが、激しい火災により救助活動は妨げられた。残骸は広範囲に散乱しており、生存者は居なかった。機体は墜落の衝撃により完全に破壊されていた。

## 調査活動
イラン民間航空機関（CAO）は事故現場に調査チームを派遣した。同日、ウクライナ政府は専門家をテヘランへ派遣し、調査を援助すると発表した。また、ウクライナの大統領ウォロディミル・ゼレンスキーは検察当局に犯罪捜査を開始するよう求めた。政府は、政府高官、調査官、ウクライナ国際航空の代表者など計53人をイランに派遣した。

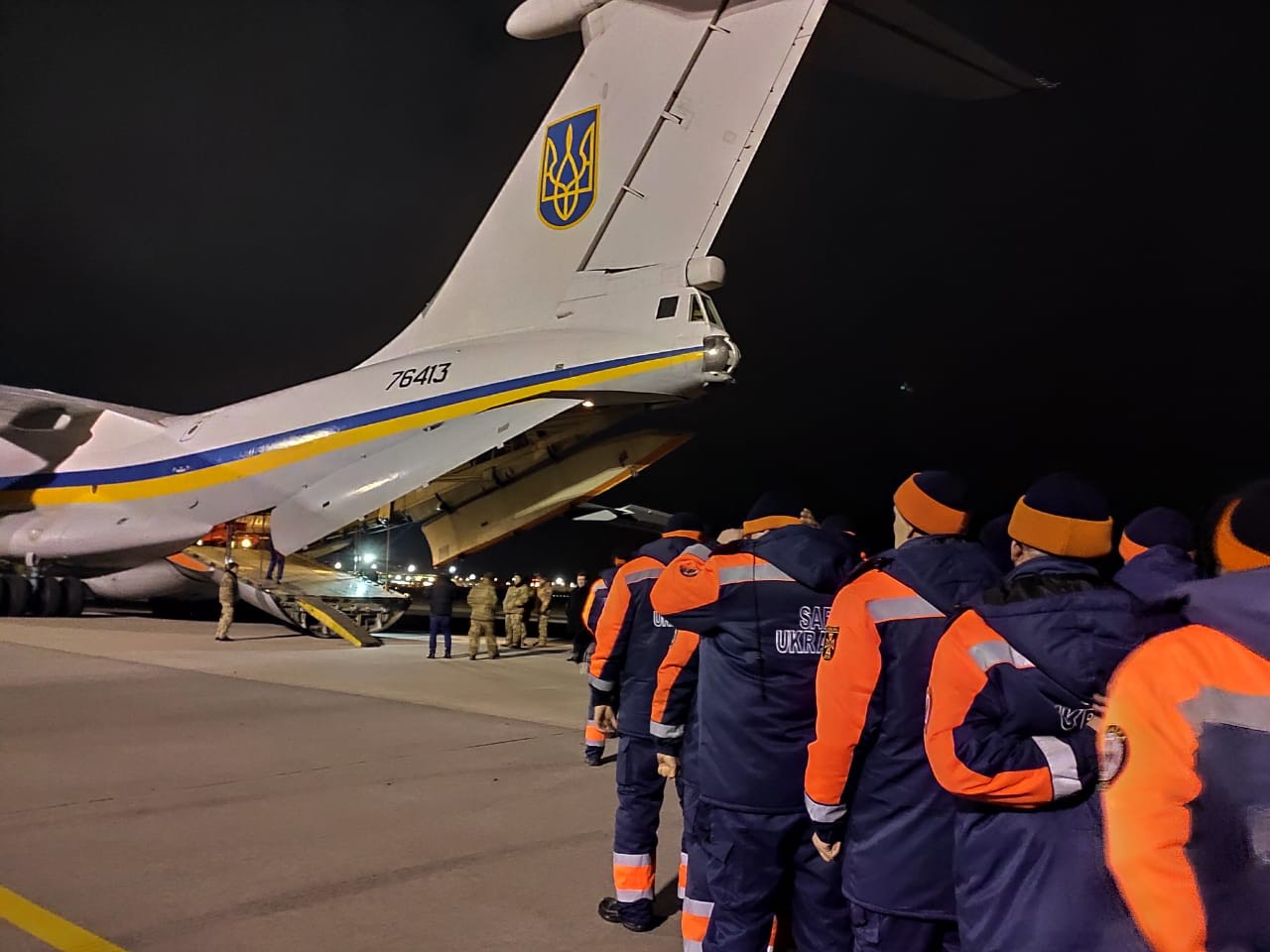
ボルィースピリ国際空港で政府高官、調査官、ウクライナ国際航空の代表者などを乗せてイランへ向かう準備を行うウクライナ空軍のIl-76

シカゴ条約の第13付属書に基づき、航空機の製造国であるアメリカの国家運輸安全委員会（NTSB）が調査に参加した。また、エンジンを製造したCFMインターナショナルがアメリカとフランスの合弁会社だったため、フランス航空事故調査局が参加し、ウクライナのインフラ省も加わった。イランによれば、アメリカ、フランス、ウクライナの当局も事故調査に関与する。
CAOの代表者は、事故機から遭難信号が送信されていなかったことを明らかにした。また、フライトデータレコーダー（FDR）とコックピットボイスレコーダー（CVR）を回収したと発表した。報道によれば、CAOは、ボーイングやアメリカ当局にFDRとCVRを送らない姿勢を見せている。1月9日、イランの調査官はブラックボックスが損傷を受け、データの一部が失われた可能性があると述べた。アメリカ合衆国運輸省の元調査官であるメアリー・シャイボは遭難信号が乗員や機体から送信されていないと話した。
1月9日、カナダ交通安全委員会（TSB）とスウェーデン航空事故調査局（SHK）の調査官が正式に調査に参加した。また、NTSB、ボーイング、ウクライナ政府も事故調査に加わった。イランに対するアメリカ合衆国の経済制裁のため、アメリカ合衆国財務省とアメリカ合衆国国務省の職員はイランへ渡航するため特別な許可が必要になると考えられている。
1月9日、残骸の撤去にブルドーザーが使用されたとメディアが報道した。一部の専門家は、徹底的な調査が行われる前に現場から残骸を撤去することなどに対して証拠が改竄される恐れがあると述べた。これに対してイラン側は証拠の改竄を否定した。1月10日、イランはウクライナの調査官が現場に立ち入ることとブラックボックスを調査することを許可した。1月14日、TSBの責任者であるキャサリン・フォックスはTSBがブラックボックスの解析に加わることが許可されるようだと述べた。1月23日、TSBはイランから正式に解析の支援を求められたと発表した。
2020年2月3日、イランはウクライナで752便の墜落に関する情報がテレビで漏洩したことを受けて、ウクライナとの調査協力を中断した。2月15日、イランはウクライナの調査協力を再開した。
2020年6月26日、フランス航空事故調査局（BEA）は、ブラックボックスを解析すると発表した。イランから要請を受け、コックピットの音声データなどの修復およびダウンロードは7月20日から開始するとした。
2020年7月11日、イラン民間航空連盟（CAO）は、ウクライナ機の墜落に関する報告書を発表。墜落の原因がミサイルの誤射であり、防空部隊のレーダーシステムの調整ミスによるものだったことを明らかにした。
2020年8月23日、イラン航空当局は、ブラックボックスの解析結果を含む調査結果を発表した。25秒間隔で2発のミサイルが発射されており、最初のミサイル着弾による爆発から19秒間、操縦室で会話が交わされていたが、その後、通信システムが途絶えたとAP通信が伝えている。旅客機に規則違反はなかった。イラン側は乗客のいたアメリカやイギリスなどの当局者が解析に同席したとして、調査結果を利用しないように警告した。

### 墜落原因を巡る各国の発表

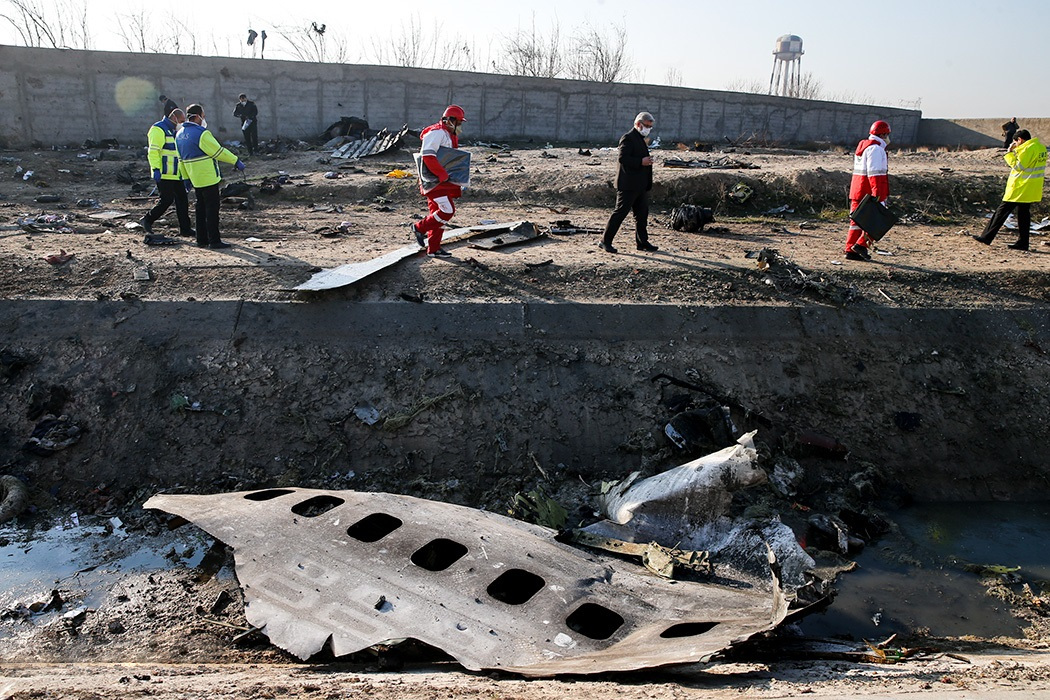
752便の残骸

事件直後の1月8日、イランの国営メディアは「752便は6時22分に墜落し、生存者はいない」と報じた。イランの道路交通省の広報担当者は「エンジン1基で火災が発生し、それによりパイロットが機体の制御を失った」と述べた。また、その他のイランのメディアも「752便は機械的故障により墜落した」と報じた。
ウクライナの在イラン大使館は声明を出し、この中で「事故調査委員会が出す結論より前の事故の原因に関する記述は公式ではない」とする声明を出した。ウクライナ国際航空は、テヘラン空港は「単純な空港ではない」と述べ、そのためパイロットは充分な訓練を受けており、パイロットエラーが事故原因とは考えにくいと発表した。ウクライナ政府も当初は機械的故障が原因とみていた。しかしその後、声明を撤回し、ミサイルが原因である可能性も否めないと述べた。ウォロディミル・ゼレンスキー大統領は墜落原因に関していかなる憶測もすべきではないと発言した。
1月9日、アメリカの諜報機関や防衛当局が偵察衛星のデータから、752便はイランの9K330ミサイルによって撃墜された可能性があると発表した。ウクライナ当局は撃墜は1つの可能性として考えられるとしたが、イラン当局は否定し、ミサイルによる撃墜はアメリカによる心理戦だと述べた。イギリス国防省はアメリカの意見に同意した。カナダの首相ジャスティン・トルドーは、複数の情報や証拠は752便がイランのミサイルによって撃墜されたことを示唆していると述べた。
当初、イランのイスラム革命防衛隊（IRGC）は「アメリカの嘘」「CIAと国防総省の間違ったシナリオ」「ボーイング株が急落することを防ぐための作戦」などと発言し撃墜説を否定していたが、1月11日に752便を敵対勢力と誤認して撃墜したことを認めた。イランで運用されている9K330のものと思われる地対空ミサイルの部品が事件後に散乱していたことが、決定的な証拠とみなされた。
事故当日752便は、当初の重量が最大離陸重量を超過していたため、貨物を下ろしており離陸が1時間近く遅れていた。
IRGCは声明で、752便が機密の軍事施設に向かっているようだったため、敵対的な目標であると誤認し、撃墜したと述べた。これに対してイランの民間航空局は752便は予定された正しい飛行経路を飛んでおり、経路を逸脱などしていなかったと反論した。ADS-B飛行追跡データなども752便が適切な経路を飛行していたことを示していた。
イスラム革命防衛隊のアミール・アリ・ハジザデは、ビッド・カネフのミサイル・オペレーターが752便をアメリカ軍の巡航ミサイルと誤認し、独断でミサイルを発射したようだと述べた。またハジザデは、752便は順調な飛行をしており、何も間違いをしていなかったと発言した。
西側諸国の専門家は以前、752便がシャヒド・モーダレスミサイル基地等の軍事施設付近を飛行していたことを指摘した。

### 映像の解析
1月9日、リッチ・キッズ・オブ・テヘランがInstagram上に752便が炎を上げながら墜落する様子を映した映像を投稿した。この映像は機械的故障が原因であるとイランが主張している最中に公開された。イランの国営メディアは動画の信憑性については述べなかったが、墜落前に機体が燃えていたと報道した。また、イランの交通都市省の代表者は撃墜について否定し、エンジン1基で火災が発生し、パイロットがコントロールを失ったようだと述べた。
同日、ベリングキャットは機体が空中で爆発する様子を捕らえた映像を公開した。『ニューヨーク・タイムズ』はこの動画の信憑性を確認した。ベリングキャットのチームがこの動画について分析した。また、ベリングキャットは出所不明の写真を解析し、ミサイルの弾頭部を示した画像は見つかっていないと述べた。ミサイル先端の画像は出回っているが、ミサイルの弾頭とは「炸薬の起爆などにより対象を破壊するための部分」であり、中央部に位置し先端とは別のものである。起爆した場合中央部付近は四散するため、ミサイルが正常に作動した故に中央部が見つからず、かつ先端が見つかったものと思われる。
『USAトゥデイ』はIHS マークイットが映像を分析し、信頼できるものと判断したと述べた。Opsgroupは、撃墜を否定する明確な証拠がでない限り、752便の墜落はマレーシア航空17便と同様の撃墜事件であるという仮定を支持すると述べた。

### イスラム革命防衛隊の主張
イスラム革命防衛隊 (IRGC) は声明の中で、ウクライナ機を撃墜するに至った原因を以下の通り述べた。
- アメリカによる報復の際、領土内の多数の場所が標的になったこと、前例のないほどに航空機の往来量が増加していたことを考慮して、イラン軍は最高レベルの臨戦態勢にあった[133][134]。
- イラクでのミサイル作戦遂行後、イランの国境周辺でアメリカ軍の戦闘機の往来量が増加し、自国の戦略的な地点へ近づく飛行物体を目撃したと報告があった[135]。
- イランの各地の防衛拠点がレーダー活動の増加を探知し、イランの防空センターで緊張感が高まっていた[135]。
- このような状況の中でウクライナ航空機が離陸した。また、同機はイスラム革命防衛隊の拠点へ近づいた[135]。
- 同機の高度、および飛行経路などを考慮してウクライナ機を「敵対的な標的」と判断した[135]。

一方、航空機追跡・表示サイトのFlightradar24は、事件発生直前にエマーム・ホメイニー国際空港を離陸したフライト（10便）および過去3ヶ月の752便の飛行経路と事件当日の752便の飛行経路を比較した画像を掲載し、事件当日の752便が異常な飛行経路を辿っていたわけではないことを示した。

### 事故の責任
2020年1月11日の声明でイラン革命防衛隊の航空宇宙部隊司令官であるアミールアリ・ハジザデは「全ての責任を負い、下されるどんな決定にも従う」と責任の所在を認めた。
イラン司法当局は、撃墜をめぐって数人を逮捕したことを明らかにした。ハサン・ロウハーニー大統領は、首都テヘランで演説し、「世界がわれわれを注視している。責任や失態があった人々はいかなるレベルでも裁きを受けることが重要だ」と述べ、関係者を処罰する必要性を強調した。
2021年6月24日、カナダ政府は「防空システムの操作員が旅客機を攻撃目標と誤認した可能性が高い」として、イラン側の故意を否定する報告書を公表した。

## 事件への対応・反応

### ウクライナ国際航空
ウクライナ国際航空は声明を発表し、「遺族に深い哀悼の意を表し、支援するために可能な限りのことを行う」とし、併せて「追って通知があるまで、テヘランへのフライトを停止する」と発表した。

### イラン国内

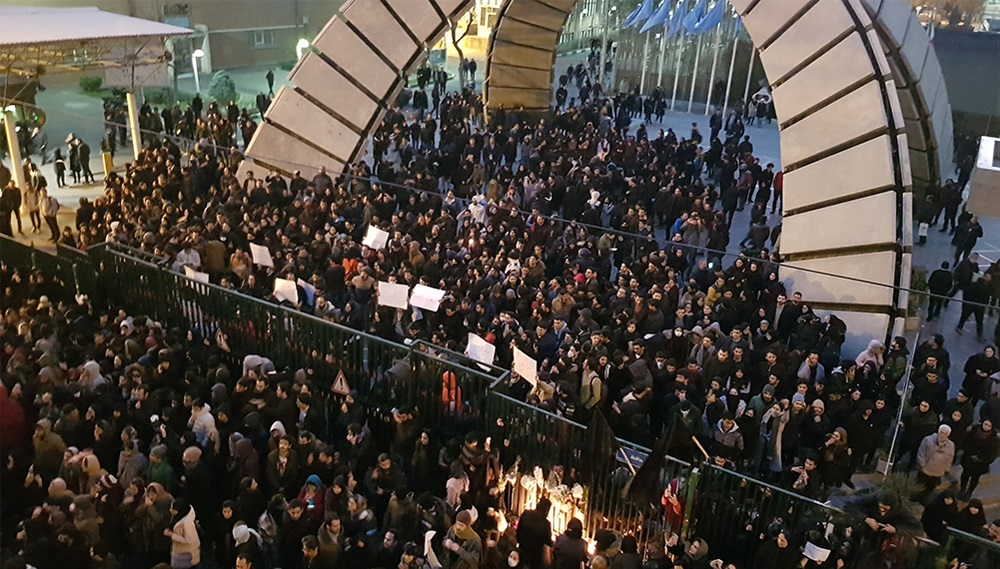
テヘランでの抗議デモ

イスラム革命防衛隊がウクライナ機撃墜を認めたことを受け、テヘランでイラン政府とイスラム革命防衛隊に対する抗議デモが発生し約1,000人が参加した。墜落は事故との虚偽説明を一転させた当局に対し怒りの声が広がった。